# 정원오
정원오(鄭愿伍, 1968년 8월 12일~)는 대한민국의 정치인이다. 민선6·7·8기 서울특별시 성동구청장이다. 전라남도 여수시 출생이다.

## 학력
- 여수소라남국민학교 전학
- 화양중학교 졸업
- 여수고등학교 졸업
- 서울시립대학교 경상대학 경제학 학사
- 한양대학교 공공정책대학원 사회복지학 석사
- 한양대학교 도시대학원 도시개발경영 박사(수료)

## 경력
- 1989. 서울시립대학교 총학생회장
- 1990. 서울지역총학생회연합 선전부장
- 1991. 전국대학생대표자협의회 선전부장
- 1992. 민주주의민족통일전국연합 총무부장
- 1995.~1998. 양재호 서울특별시 양천구청장 비서실장
- 2000. 새천년민주당 서울특별시 지부 성동구 지구당 정책기획실장
- 2000.~2008. 임종석 국회의원 보좌관
- 2002. 제16대 대통령 선거 새천년민주당 노무현 대통령 후보 성동구 선거본부장
- 2005.~2006. 열린우리당 국회보좌진협의회 회장
- 2008. 민주당 서울특별시당 성동구 을 지역위원회 사무국장
- 2009. 민주당 서울특별시당 교육특별위원회 위원장
- 2010. 민주당 부대변인
- 2010. 제5회 전국동시지방선거 고재득 민주당 서울특별시 성동구청장 후보 선거대책본부장
- 2010. 사단법인 뉴코리아정책연구소 정책실장
- 2010.~2012. 성동구도시관리공단 상임이사
- 2012. 제19대 국회의원 선거 홍익표 민주통합당 성동구 을 국회의원 후보 선거캠프 총괄본부장
- 2012. 제18대 대통령 선거 민주통합당 문재인 대통령 후보 성동구 을 선거대책위원회 위원장
- 2012. 민주통합당 서울특별시당 성동구 을 지역위원회 수석부위원장
- 2012. 국회입법정책연구회 부회장
- 2013. 남북경제문화협력재단 이사
- 2013. 신지식인협회 전문위원
- 2013. 민주당 서울특별시당 민생복지특별위원회 위원장
- 2013. 서울특별시청 산학연정책위원회 정책위원
- 2013. 여주대학교 사회복지과 초빙교수
- 2014. 새정치민주연합 정책위원회 부의장
- 2014. 사람사는세상 노무현재단 기획위원
- 2014.07.~2018.06. 제37대 서울특별시 성동구청장(민선 6기, 새정치민주연합→더불어민주당, 초선)
- 2014.07.~ 성동문화재단 이사장
- 2014.07.~ 성동구 장학위원회 위원장
- 2015.12.~2016.5 더불어민주당 서울특별시당 성동구 갑 지역위원회 위원장 직무대행
- 2016.6.~2021.3 젠트리피케이션 방지와 지속가능한 공동체를 위한 지방정부협의회 회장
- 2016.09.~2022.11. 한양대학교 경영대학 특임교수
- 2018.07.~2022.06. 제38대 서울특별시 성동구청장(민선 7기, 더불어민주당, 재선)
- 2018.09.~2021.04. 전국 사회연대경제 지방정부협의회 회장
- 2019.07. 전국시장군수구청장협의회 복지대타협특별위원회 간사
- 2020.06. 전국자치분권민주지도자회의(KDLC) 사무총장
- 2020.08. 서울시 도시계획위원회 심의위원
- 2020.10. 참좋은지방정부협의회 수석부회장
- 2020.11. 더불어민주당 사회적경제위원회 수석부위원장
- 2021.01.~ 더불어민주당 필수노동자 보호·지원TF 지방정부추진단장
- 2021.02.~ 더불어민주당 탄소중립특별위원회 지방정부추진단 추진위원
- 2021.03.~ 전국남북교류협력지방정부협의회 공동대표
- 2021.06.~ 더불어민주당 재정분권특별위원회 위원
- 2021.06.~ 도시재생협치포럼 공동대표
- 2021.08.~ 더불어민주당 사회적경제위원회 부위원장
- 2022.01.~ 필수업무 지정 및 종사자 지원위원회 위원
- 2022.01.~ 더불어민주당 참좋은지방정부위원회 상임위원
- 2022.01. 대한민국 시장군수구청장협의회 복지대타협위원회 위원장
- 2022.02.~ 참좋은지방정부협의회 회장
- 2022.07.~ 제39대 서울특별시 성동구청장(민선 8기, 더불어민주당, 3선)
- 2022.07.~2024.05. 더불어민주당 서울특별시당 중구·성동구 갑 지역위원회 위원장 직무대행
- 2022.09.~2024.09. 더불어민주당 참좋은지방정부위원회 공동위원장
- 2023.07.~ 서울시구청장협의회 고문
- 2024.06.~ 더불어민주당 이재명 당대표 자치분권분야 특별보좌역

## 전과
- 집회및시위에관한법률위반: 징역 8월, 집행유예 2년 - 1991년 10월 21일 선고[1]
- 공무집행방해, 폭력행위등처벌에관한법률위반: 벌금 3,000,000원 - 1996년 7월 10일 선고[1]

## 수상
- 2006. 국회의장 표창
- 2015 ‘2015년 지방자치 정책전당대회’ 당대표 표창
- 2017 민원서비스 종합평가 대통령상(기관수상)
- 2018. 제8회 어린이 안전대상 국무총리상(기관수상)
- 2018. 국정목표실천 우수 지자체 경진대회 국무총리상(기관수상)
- 2018. 재난관리평가 대통령상(기관수상)
- 2018. 정부 혁신평가 대통령상(기관수상)
- 2019. 공공서비스혁신 우수사례 경진대회 국무총리상(기관수상)
- 2019. 민원서비스 종합평가 대통령상(기관수상)
- 2019. 제8회 대한민국 지식대상 대통령상
- 2019. 정부 혁신평가 대통령상(기관수상)
- 2020. 자치분권 실현 공로 당대표 1급 포상 표창
- 2020. ‘2020년 더불어민주당 지방정부 우수정책, 지방의회 우수조례 경진대회’ 당대표 1급 포상 표창
- 2020. 민원서비스 종합평가 국무총리상(기관수상)
- 2020. 지역사회혁신공로 대통령 표창
- 2020. UN 공공행정상(기관수상)

## 저서
- <지속가능도시 ESG+E>,2025,한언
- <도시의 혁신, 스마트시티 - 4차 산업혁명이 만드는 포용도시>, 2018, 교학사, ISBN 9788909205887
- <도시의 역설, 젠트리피케이션>, 2016, 후마니타스, ISBN 9788964372548
- <성동을 바꾸는 100가지 약속(성동의 미래지도)>, 2014, i&R

## 역대 선거 결과
|  | 50.02% |

|  | 69.46% |

|  | 57.60% |

## 소속 정당
| 소속 정당 | 소속 정당      | 소속 기간 | 비고      |
| --------- | -------------- | --------- | --------- |
|           | 민주당         | 1995      | 정계 입문 |
|           | 무소속         | 1995      | 탈당      |
|           | 새정치국민회의 | 1995~2000 | 창당      |
|           | 새천년민주당   | 2000~2003 | 합당      |
|           | 무소속         | 2003      | 탈당      |
|           | 열린우리당     | 2003~2007 | 창당      |
|           | 대통합민주신당 | 2007~2008 | 합당      |
|           | 통합민주당     | 2008      | 합당      |
|           | 민주당         | 2008~2011 | 당명 변경 |
|           | 민주통합당     | 2011~2013 | 합당      |
|           | 민주당         | 2013~2014 | 당명 변경 |
|           | 새정치민주연합 | 2014~2015 | 합당      |
|           | 더불어민주당   | 2015~현재 | 당명 변경 |